# 索博利夫卡 (布魯西利夫區)
50°8′11″N 29°25′9″E / 50.13639°N 29.41917°E
索博利夫卡（烏克蘭語：Соболівка）是烏克蘭北部的村莊，隸屬日托米爾州的日托米爾區。該村始建於1212年，面積57.85平方公里，海拔高度199米，2001年人口358，人口密度每平方公里6.19人。